# Liste der Nummer-eins-Hits in Dänemark (2005)
Dies ist eine Liste der Nummer-eins-Hits in Dänemark im Jahr 2005. Sie basiert auf den offiziellen Album Top-40 und Single Top-20, die im Auftrag von IFPI Danmark erstellt werden. Es gab in diesem Jahr 13 Nummer-eins-Singles und 27 Nummer-eins-Alben.

## Singles
| ← 2004 ← | Liste der Nummer-eins-Hits in Dänemark | Liste der Nummer-eins-Hits in Dänemark | Liste der Nummer-eins-Hits in Dänemark                                                                              | 2006 →                    |
| \| Zeitraum \| Wo. ges. \| Interpret \| Titel Autor(en) \| Zusätzliche Informationen \| \| (Zeitraum, Wochen auf Platz eins, Interpret, Titel, Autor[en], zusätzliche Informationen) \| \| \| \| \| \| ----------------------------------------------------------------------------------------- \| -------- \| ------------------------ \| ------------------------------------------------------------------------------------------------------------------- \| ------------------------- \| \| 10. Dezember 2004 – 13. Januar 2005 5 Wochen \| 5 \| Band Aid 20 \| Do They Know It’s Christmas? Bob Geldof, Midge Ure \| – \| \| 14. Januar 2005 – 27. Januar 2005 2 Wochen \| 2 \| Erasure \| Breathe Vincent Clarke, Andy Bell \| – \| \| 28. Januar 2005 – 21. April 2005 12 Wochen (insgesamt 15) \| 15 \| Verschiedene Interpreten \| Hvor små vi er Musik: Mikkel Johan Imer Sigvardt, Rasmus Seebach, Nicolai Seebach; Text: Mikkel Johan Imer Sigvardt \| – \| \| 22. April 2005 – 28. April 2005 1 Woche \| 1 \| D-A-D \| Scare Yourself Jacob Binzer, Jesper Binzer, Stig Pedersen, Laust Sonne \| – \| \| 29. April 2005 – 12. Mai 2005 2 Wochen \| 2 \| Verschiedene Interpreten \| Hvor små vi er Musik: Mikkel Johan Imer Sigvardt, Rasmus Seebach, Nicolai Seebach; Text: Mikkel Johan Imer Sigvardt \| – \| \| 13. Mai 2005 – 26. Mai 2005 2 Wochen \| 2 \| Verschiedene Interpreten \| Lad det ske Martin Brygmann \| – \| \| 27. Mai 2005 – 10. Juni 2005 2 Wochen (insgesamt 3) \| 3 \| Akon \| Lonely Gene Allen, Bobby Vinton \| – \| \| 11. Juni 2005 – 23. Juni 2005 2 Wochen (insgesamt 12) \| 12 \| Anna David \| Fuck dig Anna Jorid David, Casper Lindstad Sørensen, Erik Fryland \| – \| \| 24. Juni 2005 – 30. Juni 2005 1 Woche (insgesamt 3) \| 3 \| Akon \| Lonely Gene Allen, Bobby Vinton \| – \| \| 1. Juli 2005 – 7. Juli 2005 1 Woche \| 1 \| Crazy Frog \| Axel F Harold Faltermeier \| – \| \| 8. Juli 2005 – 15. September 2005 10 Wochen (insgesamt 12) \| 12 \| Anna David \| Fuck dig Anna Jorid David, Casper Lindstad Sørensen, Erik Fryland \| – \| \| 16. September 2005 – 13. Oktober 2005 4 Wochen (insgesamt 62) \| 62 \| Trine Dyrholm \| Avenuen (Mr. Nice Guy) Musik: Kim Larsen; Text: Peter Lund Madsen, Anders Lund Madsen \| – \| \| 14. Oktober 2005 – 20. Oktober 2005 1 Woche \| 1 \| Depeche Mode \| Precious Martin Lee Gore \| – \| \| 21. Oktober 2005 – 17. November 2005 4 Wochen (insgesamt 62) \| 62 \| Trine Dyrholm \| Avenuen (Mr. Nice Guy) Musik: Kim Larsen; Text: Peter Lund Madsen, Anders Lund Madsen \| – \| \| 18. November 2005 – 24. November 2005 1 Woche \| 1 \| Madonna \| Hung Up Björn K. Ulvaeus, Benny Göran Bror Andersson, Stuart David Price, Madonna L. Ciccone \| – \| \| 25. November 2005 – 22. Dezember 2005 4 Wochen (insgesamt 62) \| 62 \| Trine Dyrholm \| Avenuen (Mr. Nice Guy) Musik: Kim Larsen; Text: Peter Lund Madsen, Anders Lund Madsen \| – \| \| 23. Dezember 2005 – 5. Januar 2006 2 Wochen \| 2 \| Dolph feat. NBTB \| Arghhh Musik: Sonny B. Pedersen, Fred Nukes; Text: Mikael Wulff \| – \| |                                        |                                        | |                           |
| ← 2004 |                                        |                                        | | → 2006 →                  |
| Zeitraum | Wo. ges.                               | Interpret                              | Titel Autor(en) | Zusätzliche Informationen |
| (Zeitraum, Wochen auf Platz eins, Interpret, Titel, Autor[en], zusätzliche Informationen) |                                        |                                        | |                           |
| 10. Dezember 2004 – 13. Januar 2005 5 Wochen | 5                                      | Band Aid 20                            | Do They Know It’s Christmas? Bob Geldof, Midge Ure                                                                  | –                         |
| 14. Januar 2005 – 27. Januar 2005 2 Wochen | 2                                      | Erasure                                | Breathe Vincent Clarke, Andy Bell                                                                                   | –                         |
| 28. Januar 2005 – 21. April 2005 12 Wochen (insgesamt 15) | 15                                     | Verschiedene Interpreten               | Hvor små vi er Musik: Mikkel Johan Imer Sigvardt, Rasmus Seebach, Nicolai Seebach; Text: Mikkel Johan Imer Sigvardt | –                         |
| 22. April 2005 – 28. April 2005 1 Woche | 1                                      | D-A-D                                  | Scare Yourself Jacob Binzer, Jesper Binzer, Stig Pedersen, Laust Sonne                                              | –                         |
| 29. April 2005 – 12. Mai 2005 2 Wochen | 2                                      | Verschiedene Interpreten               | Hvor små vi er Musik: Mikkel Johan Imer Sigvardt, Rasmus Seebach, Nicolai Seebach; Text: Mikkel Johan Imer Sigvardt | –                         |
| 13. Mai 2005 – 26. Mai 2005 2 Wochen | 2                                      | Verschiedene Interpreten               | Lad det ske Martin Brygmann                                                                                         | –                         |
| 27. Mai 2005 – 10. Juni 2005 2 Wochen (insgesamt 3) | 3                                      | Akon                                   | Lonely Gene Allen, Bobby Vinton                                                                                     | –                         |
| 11. Juni 2005 – 23. Juni 2005 2 Wochen (insgesamt 12) | 12                                     | Anna David                             | Fuck dig Anna Jorid David, Casper Lindstad Sørensen, Erik Fryland                                                   | –                         |
| 24. Juni 2005 – 30. Juni 2005 1 Woche (insgesamt 3) | 3                                      | Akon                                   | Lonely Gene Allen, Bobby Vinton                                                                                     | –                         |
| 1. Juli 2005 – 7. Juli 2005 1 Woche | 1                                      | Crazy Frog                             | Axel F Harold Faltermeier                                                                                           | –                         |
| 8. Juli 2005 – 15. September 2005 10 Wochen (insgesamt 12) | 12                                     | Anna David                             | Fuck dig Anna Jorid David, Casper Lindstad Sørensen, Erik Fryland                                                   | –                         |
| 16. September 2005 – 13. Oktober 2005 4 Wochen (insgesamt 62) | 62                                     | Trine Dyrholm                          | Avenuen (Mr. Nice Guy) Musik: Kim Larsen; Text: Peter Lund Madsen, Anders Lund Madsen                               | –                         |
| 14. Oktober 2005 – 20. Oktober 2005 1 Woche | 1                                      | Depeche Mode                           | Precious Martin Lee Gore                                                                                            | –                         |
| 21. Oktober 2005 – 17. November 2005 4 Wochen (insgesamt 62) | 62                                     | Trine Dyrholm                          | Avenuen (Mr. Nice Guy) Musik: Kim Larsen; Text: Peter Lund Madsen, Anders Lund Madsen                               | –                         |
| 18. November 2005 – 24. November 2005 1 Woche | 1                                      | Madonna                                | Hung Up Björn K. Ulvaeus, Benny Göran Bror Andersson, Stuart David Price, Madonna L. Ciccone                        | –                         |
| 25. November 2005 – 22. Dezember 2005 4 Wochen (insgesamt 62) | 62                                     | Trine Dyrholm                          | Avenuen (Mr. Nice Guy) Musik: Kim Larsen; Text: Peter Lund Madsen, Anders Lund Madsen                               | –                         |
| 23. Dezember 2005 – 5. Januar 2006 2 Wochen | 2                                      | Dolph feat. NBTB                       | Arghhh Musik: Sonny B. Pedersen, Fred Nukes; Text: Mikael Wulff                                                     | –                         |

## Alben
| ← 2004 ← | Liste der Nummer-eins-Hits in Dänemark | Liste der Nummer-eins-Hits in Dänemark | Liste der Nummer-eins-Hits in Dänemark | 2006 →                    |
| \| Zeitraum \| Wo. ges. \| Interpret \| Titel \| Zusätzliche Informationen \| \| (Zeitraum, Wochen auf Platz eins, Interpret, Titel, zusätzliche Informationen) \| \| \| \| \| \| ------------------------------------------------------------------------------ \| -------- \| -------------------------- \| ------------------------------- \| ------------------------- \| \| 31. Dezember 2004 – 6. Januar 2005 1 Woche (insgesamt 2) \| 2 \| Drengene fra Angora \| Drengene fra Angora \| – \| \| 7. Januar 2005 – 13. Januar 2005 1 Woche \| 1 \| Nik & Jay \| 2 \| – \| \| 14. Januar 2005 – 27. Januar 2005 2 Wochen \| 2 \| Katie Melua \| Call Off the Search \| – \| \| 28. Januar 2005 – 17. Februar 2005 3 Wochen (insgesamt 7) \| 7 \| Nephew \| USA DSB \| – \| \| 18. Februar 2005 – 24. Februar 2005 1 Woche \| 1 \| Bikstok Røgsystem \| Over stok og sten \| – \| \| 25. Februar 2005 – 3. März 2005 1 Woche \| 1 \| Verschiedene Interpreten \| Melodi Grand Prix 2005 \| – \| \| 4. März 2005 – 10. März 2005 1 Woche \| 1 \| Sanne Salomonsen \| The Album \| – \| \| 11. März 2005 – 24. März 2005 2 Wochen (insgesamt 4) \| 4 \| Lars Lilholt Band \| De lyse nætters orkester \| – \| \| 25. März 2005 – 31. März 2005 1 Woche \| 1 \| Hush \| A Lifetime \| – \| \| 1. April 2005 – 14. April 2005 2 Wochen (insgesamt 4) \| 4 \| Lars Lilholt Band \| De yse nætters orkester \| – \| \| 15. April 2005 – 21. April 2005 1 Woche \| 1 \| Jacob Andersen \| Make It Better \| – \| \| 22. April 2005 – 5. Mai 2005 2 Wochen (insgesamt 5) \| 5 \| Simone \| Vindens farver \| – \| \| 6. Mai 2005 – 12. Mai 2005 1 Woche \| 1 \| Bruce Springsteen \| Devils & Dust \| – \| \| 13. Mai 2005 – 2. Juni 2005 3 Wochen (insgesamt 5) \| 5 \| Simone \| Vindens farver \| – \| \| 3. Juni 2005 – 9. Juni 2005 1 Woche \| 1 \| D-A-D \| Scare Yourself \| – \| \| 10. Juni 2005 – 16. Juni 2005 1 Woche (insgesamt 2) \| 2 \| Four Jacks \| Samlede udgivelser 1957–1963 \| – \| \| 17. Juni 2005 – 23. Juni 2005 1 Woche (insgesamt 6) \| 6 \| Coldplay \| X&Y \| – \| \| 24. Juni 2005 – 30. Juni 2005 1 Woche (insgesamt 2) \| 2 \| Four Jacks \| Samlede udgivelser 1957–1963 \| – \| \| 1. Juli 2005 – 4. August 2005 5 Wochen (insgesamt 6) \| 6 \| Coldplay \| X&Y \| – \| \| 5. August 2005 – 11. August 2005 1 Woche \| 1 \| Tina Dickow \| In the Red \| – \| \| 12. August 2005 – 18. August 2005 1 Woche (insgesamt 2) \| 2 \| U2 \| How to Dismantle an Atomic Bomb \| – \| \| 19. August 2005 – 25. August 2005 1 Woche \| 1 \| Tue West \| Meldingen kommer \| – \| \| 26. August 2005 – 15. September 2005 3 Wochen \| 3 \| James Blunt \| Back to Bedlam \| – \| \| 16. September 2005 – 22. September 2005 1 Woche (insgesamt in) \| in \| The Rolling Stones \| A Bigger Bang \| – \| \| 23. September 2005 – 29. September 2005 1 Woche \| 1 \| L.O.C. \| Cassiopeia \| – \| \| 30. September 2005 – 20. Oktober 2005 3 Wochen \| 3 \| (Verschiedene Interpreten) \| M:G:P 2005 \| – \| \| 21. Oktober 2005 – 27. Oktober 2005 1 Woche \| 1 \| Kashmir \| No Balance Palace \| – \| \| 28. Oktober 2005 – 3. November 2005 1 Woche \| 1 \| Depeche Mode \| Playing the Angel \| – \| \| 4. November 2005 – 17. November 2005 2 Wochen \| 2 \| Robbie Williams \| Intensive Care \| – \| \| 18. November 2005 – 24. November 2005 1 Woche (insgesamt 7) \| 7 \| TV-2 \| De første kærester på månen \| – \| \| 25. November 2005 – 1. Dezember 2005 1 Woche (insgesamt 2) \| 2 \| Madonna \| Confessions on a Dance Floor \| – \| \| 2. Dezember 2005 – 5. Januar 2006 5 Wochen (insgesamt 7) \| 7 \| TV-2 \| De første kærester på månen \| – \| |                                        |                                        |                                        |                           |
| ← 2004 |                                        |                                        |                                        | → 2006 →                  |
| Zeitraum | Wo. ges.                               | Interpret                              | Titel                                  | Zusätzliche Informationen |
| (Zeitraum, Wochen auf Platz eins, Interpret, Titel, zusätzliche Informationen) |                                        |                                        |                                        |                           |
| 31. Dezember 2004 – 6. Januar 2005 1 Woche (insgesamt 2) | 2                                      | Drengene fra Angora                    | Drengene fra Angora                    | –                         |
| 7. Januar 2005 – 13. Januar 2005 1 Woche | 1                                      | Nik & Jay                              | 2                                      | –                         |
| 14. Januar 2005 – 27. Januar 2005 2 Wochen | 2                                      | Katie Melua                            | Call Off the Search                    | –                         |
| 28. Januar 2005 – 17. Februar 2005 3 Wochen (insgesamt 7) | 7                                      | Nephew                                 | USA DSB                                | –                         |
| 18. Februar 2005 – 24. Februar 2005 1 Woche | 1                                      | Bikstok Røgsystem                      | Over stok og sten                      | –                         |
| 25. Februar 2005 – 3. März 2005 1 Woche | 1                                      | Verschiedene Interpreten               | Melodi Grand Prix 2005                 | –                         |
| 4. März 2005 – 10. März 2005 1 Woche | 1                                      | Sanne Salomonsen                       | The Album                              | –                         |
| 11. März 2005 – 24. März 2005 2 Wochen (insgesamt 4) | 4                                      | Lars Lilholt Band                      | De lyse nætters orkester               | –                         |
| 25. März 2005 – 31. März 2005 1 Woche | 1                                      | Hush                                   | A Lifetime                             | –                         |
| 1. April 2005 – 14. April 2005 2 Wochen (insgesamt 4) | 4                                      | Lars Lilholt Band                      | De yse nætters orkester                | –                         |
| 15. April 2005 – 21. April 2005 1 Woche | 1                                      | Jacob Andersen                         | Make It Better                         | –                         |
| 22. April 2005 – 5. Mai 2005 2 Wochen (insgesamt 5) | 5                                      | Simone                                 | Vindens farver                         | –                         |
| 6. Mai 2005 – 12. Mai 2005 1 Woche | 1                                      | Bruce Springsteen                      | Devils & Dust                          | –                         |
| 13. Mai 2005 – 2. Juni 2005 3 Wochen (insgesamt 5) | 5                                      | Simone                                 | Vindens farver                         | –                         |
| 3. Juni 2005 – 9. Juni 2005 1 Woche | 1                                      | D-A-D                                  | Scare Yourself                         | –                         |
| 10. Juni 2005 – 16. Juni 2005 1 Woche (insgesamt 2) | 2                                      | Four Jacks                             | Samlede udgivelser 1957–1963           | –                         |
| 17. Juni 2005 – 23. Juni 2005 1 Woche (insgesamt 6) | 6                                      | Coldplay                               | X&Y                                    | –                         |
| 24. Juni 2005 – 30. Juni 2005 1 Woche (insgesamt 2) | 2                                      | Four Jacks                             | Samlede udgivelser 1957–1963           | –                         |
| 1. Juli 2005 – 4. August 2005 5 Wochen (insgesamt 6) | 6                                      | Coldplay                               | X&Y                                    | –                         |
| 5. August 2005 – 11. August 2005 1 Woche | 1                                      | Tina Dickow                            | In the Red                             | –                         |
| 12. August 2005 – 18. August 2005 1 Woche (insgesamt 2) | 2                                      | U2                                     | How to Dismantle an Atomic Bomb        | –                         |
| 19. August 2005 – 25. August 2005 1 Woche | 1                                      | Tue West                               | Meldingen kommer                       | –                         |
| 26. August 2005 – 15. September 2005 3 Wochen | 3                                      | James Blunt                            | Back to Bedlam                         | –                         |
| 16. September 2005 – 22. September 2005 1 Woche (insgesamt in) | in                                     | The Rolling Stones                     | A Bigger Bang                          | –                         |
| 23. September 2005 – 29. September 2005 1 Woche | 1                                      | L.O.C.                                 | Cassiopeia                             | –                         |
| 30. September 2005 – 20. Oktober 2005 3 Wochen | 3                                      | (Verschiedene Interpreten)             | M:G:P 2005                             | –                         |
| 21. Oktober 2005 – 27. Oktober 2005 1 Woche | 1                                      | Kashmir                                | No Balance Palace                      | –                         |
| 28. Oktober 2005 – 3. November 2005 1 Woche | 1                                      | Depeche Mode                           | Playing the Angel                      | –                         |
| 4. November 2005 – 17. November 2005 2 Wochen | 2                                      | Robbie Williams                        | Intensive Care                         | –                         |
| 18. November 2005 – 24. November 2005 1 Woche (insgesamt 7) | 7                                      | TV-2                                   | De første kærester på månen            | –                         |
| 25. November 2005 – 1. Dezember 2005 1 Woche (insgesamt 2) | 2                                      | Madonna                                | Confessions on a Dance Floor           | –                         |
| 2. Dezember 2005 – 5. Januar 2006 5 Wochen (insgesamt 7) | 7                                      | TV-2                                   | De første kærester på månen            | –                         |

## Jahreshitparaden
| ← 2004 ← | Liste der Nummer-eins-Hits in Dänemark | Liste der Nummer-eins-Hits in Dänemark | Liste der Nummer-eins-Hits in Dänemark | 2006 →   |
| \| Singles \| Position# \| Alben \| \| -------------------------------------------------------------------------------------------------------------------------------------------- \| --------- \| ------------------------------------- \| \| Hvor små vi er Verschiedene Interpreten Musik: Mikkel Johan Imer Sigvardt, Rasmus Seebach, Nicolai Seebach; Text: Mikkel Johan Imer Sigvardt \| 1 \| De første kærester på månen TV-2 \| \| Avenuen (Mr. Nice Guy) Trine Dyrholm Kim Larsen \| 2 \| Intensive Care Robbie Williams \| \| Fuck dig Anna David Anna Jorid David, Casper Lindstad Sørensen, Erik Fryland \| 3 \| Vindens farver Simone \| \| Axel F Crazy Frog Harold Faltermeier \| 4 \| M:G:P 2005 (Verschiedene Interpreten) \| \| Lonely Akon Gene Allen, Bobby Vinton \| 5 \| Call Off the Search Katie Melua \| \| Don’t Cha Pussycat Dolls Thomas DeCarlo Callaway, Ray Anthony \| 6 \| Piece by Piece Katie Melua \| \| Arghhh Dolph feat. NBTB Musik: Sonny B. Pedersen, Fred Nukes; Text: Mikael Wulff \| 7 \| Be My Guest Bamse \| \| Scare Yourself D-A-D Jacob Binzer, Jesper Binzer, Stig Pedersen, Laust Sonne \| 8 \| Back to Bedlam James Blunt \| \| Precious Depeche Mode Martin Lee Gore \| 9 \| Crazy Hits Crazy Frog \| \| Hung Up Madonna Björn K. Ulvaeus, Benny Göran Bror Andersson, Stuart David Price, Madonna L. Ciccone \| 10 \| USA DSB Nephew \| |                                        |                                        |                                        |          |
| ← 2004 |                                        |                                        |                                        | → 2006 → |
| Singles | Position#                              | Alben                                  |                                        |          |
| Hvor små vi er Verschiedene Interpreten Musik: Mikkel Johan Imer Sigvardt, Rasmus Seebach, Nicolai Seebach; Text: Mikkel Johan Imer Sigvardt | 1                                      | De første kærester på månen TV-2       |                                        |          |
| Avenuen (Mr. Nice Guy) Trine Dyrholm Kim Larsen | 2                                      | Intensive Care Robbie Williams         |                                        |          |
| Fuck dig Anna David Anna Jorid David, Casper Lindstad Sørensen, Erik Fryland | 3                                      | Vindens farver Simone                  |                                        |          |
| Axel F Crazy Frog Harold Faltermeier | 4                                      | M:G:P 2005 (Verschiedene Interpreten)  |                                        |          |
| Lonely Akon Gene Allen, Bobby Vinton | 5                                      | Call Off the Search Katie Melua        |                                        |          |
| Don’t Cha Pussycat Dolls Thomas DeCarlo Callaway, Ray Anthony | 6                                      | Piece by Piece Katie Melua             |                                        |          |
| Arghhh Dolph feat. NBTB Musik: Sonny B. Pedersen, Fred Nukes; Text: Mikael Wulff | 7                                      | Be My Guest Bamse                      |                                        |          |
| Scare Yourself D-A-D Jacob Binzer, Jesper Binzer, Stig Pedersen, Laust Sonne | 8                                      | Back to Bedlam James Blunt             |                                        |          |
| Precious Depeche Mode Martin Lee Gore | 9                                      | Crazy Hits Crazy Frog                  |                                        |          |
| Hung Up Madonna Björn K. Ulvaeus, Benny Göran Bror Andersson, Stuart David Price, Madonna L. Ciccone | 10                                     | USA DSB Nephew                         |                                        |          |